# 운동 지각

등쪽 줄기 (녹색)와 복부 줄기 (보라색)가 표시된다. 이는 시각 피질의 공통 근원에서 유래한다. 등쪽 흐름은 위치와 움직임의 감지를 담당한다.

운동 지각 (motion perception, 運動知覺)은 시각, 전정 및 고유수용성감각 입력을 기반으로 장면에서 요소의 속도와 방향을 추론하는 과정이다. 이 과정은 대부분의 관찰자에게 간단해 보이지만 계산적 관점에서 어려운 문제이며 신경 처리 측면에서 설명하기 어려운 것으로 입증되었다.
운동 지각은 심리학 (즉, 시각 인식), 신경학, 신경생리학, 공학 및 컴퓨터 과학을 포함한 많은 분야에서 연구된다.

## 같이 보기
- 이발사의 기둥
- 생물학적 운동
- 인지 지도
- 안구 운동
- 환상 운동
- 유도 운동
- 저키니스
- 라일락 추격자
- 막스 베르트하이머
- 운동 후유증
- 운동 (물리학)
- 광학 흐름
- 주변 이동 착시
- 시각의 지속성
- 풀프리히 효과
- 스트로보광
- 스트로보 효과
- 시각 모듈성#운동 처리
- 시각
- 마차 바퀴 현상

### 운동 연구 전문 연구소
- 시각 신경과학, 노팅엄 대학교
- 맥길 시각 연구, 맥길 대학교
- 퍼브스 연구소, 듀크 대학교
- 시각 연구소, 요크 대학교
- iLab, 서던캘리포니아 대학교
- 시각과 인지, 튀빙겐 대학교